# 中葛西
中葛西（なかかさい）は、東京都江戸川区の町名。現行行政地名は中葛西一丁目から中葛西八丁目。住居表示実施済区域。

## 地域
東京都江戸川区南部の葛西地域の中央に位置する。面積は1.6408平方kmで、区内で10番目に大きな町である。町域の北は新川を挟んで対岸に江戸川六丁目、南は左近川を境に南葛西一丁目・臨海町三丁目に、東は環七通りを境に東葛西一・二・五・六・七丁目に、西は葛西中央通りで北葛西四・五丁目および西葛西四・五・六・七・八丁目に接する。

### 住宅街
中葛西は区内で4番目に人口が多い町であり、1万9032世帯、3万5567人（2011年1月）が在住している。近隣のように大規模団地はないものの、駅周辺を中心にいわゆる一戸建ての住宅は少なく、町域全体にアパートやマンションなどの中高層の集合住宅が立ち並んでいる。そのため人口密度は南葛西に次ぐ、区内第四位となっている。町域の大半は区画整理が完了しているが、二丁目と八丁目は「地区計画」を立てて整備を進めている所である。

### 産業
中葛西には白子のりの本社など1014の事業所があり、1万1877人が働いている。従業者数は区内第四位で、東葛西に次ぐ商業都市である。事業所当たりの従業員数（約12人）は区内の平均（約9人）を上回っており、中規模の事業所が多いようである。業種は卸売業・小売業（25%）、宿泊業・飲食サービス業（18%）、クリーニング業や美容所、パチンコなどの生活関連サービス業（11%）、医療福祉（8%）、建設業（7%）が多いようである。宿泊業・飲食サービス業の従事者（3406人）は区内最多で、特に中葛西三丁目に集中している。2位の西葛西（2413人）を大きく引き離しており、事業所当たりの従業者数は西葛西の2倍に達する。また都営バス江戸川営業所や葛西郵便局のような大きな事業所があるためか、運輸業の従事者（1681人）は区内第二位で、事業所辺りの従業者数（約29人）も臨海町（約25人）を上回る区内第二位である。

### 地価
住宅地の地価は、2025年（令和7年）1月1日の公示地価によれば、中葛西3-23-19の地点で57万4000円/m2、中葛西5-6-13の地点で56万1000円/m2、中葛西8-18-1の地点で43万1000円/m2となっている。

## 歴史
中葛西の町域は1975年頃の地図によると、周辺の様々な町に属していたようである。葛西橋通りの北側の一丁目は宇喜田町であり、三角葛西通りを挟んだ二丁目は桑川町と長島町で、葛西駅の北側の三丁目は長島町、葛西駅の南側の五丁目から八丁目までは葛西、六丁目は新田だったようである。宇喜田や長島、桑川などの地名は江戸時代の村の名前であり、葛西はそれらが明治時代の町村制の際に合併して出来た葛西村に由来する。古い地名は昭和時代に江戸川区が誕生した後も、1970年代までは町名として使用されていた。しかし1978年以降の住居表示の実施によって、中葛西になったようである。
葛西駅周辺が開発されたのは、戦後である。葛西橋通りが整備されたのは浦安橋が完成した1940年代のようだが、新しい葛西橋が現在の場所に架橋されたのは1963年（昭和38年）になってからである。長島町と新田仲町通り沿いの仲町の間に広がる畑の中に、葛西駅が設置されたのは1969年（昭和44年）だった。1972年（昭和47年）には、近隣で葛西沖開発事業が始まった。しかしその頃はまだ環状七号線は完成しておらず、全線が開通したのは葛西駅の設置から15年後の1984年（昭和59年）である。放射16号線は1997年頃になってもまだ、新田仲町通りと交差する付近の立ち退きが上手く行かなかったようで、完成したのは200x年代になってからである。
初代の新川橋が完成したのは1916年（大正5年）だと言う。これは区内初の鉄橋で、それ以前は「三角渡し」と呼ばれる渡し舟で往来していたらしい。橋が架かった後も、しばらくは通行料を取る「賃取橋」だったそうである。新川橋が完成した翌年には大正6年の高潮災害があり、満潮時に台風の高潮が押し寄せて葛西村の1355棟が破損・流出し、死者は220人に達した。新川を通って千葉県銚子市に向かう、内国通運会社の蒸気船「通運丸」が鉄道との競争に敗れて運航を停止したのも、この頃である。時代は舟運から陸運へと緩やかに移りつつあったが、葛西地区では江東区の高橋と浦安の間を往復する小型の乗合蒸気船「通船」などが走り、戦後まで河川交通は活発だったようである。一方、モータリゼーションの進んだ現代の葛西地区は陸上交通のメッカであり、葛西橋通りと環状七号線が交差する長島町交差点の日中（7時〜19時）の交通量は5万台以上で、一時間に約4500台が通過する。葛西駅を中心に自転車が集まっており、駅周辺には日本最大級の駐輪場が整備されている。2009年（平成20年）には通常の自走式駐輪場の他に、機械式の地下駐輪場である「葛西駅地下駐輪場」が完成し、合計9400台を駐輪できるようになった。
2012年、東京都は中葛西三丁目および五丁目を都迷惑防止条例に基づき、客引きやスカウトのみならず、それらを行うために待機する行為なども禁止する区域に指定した。

## 世帯数と人口
2025年（令和7年）1月1日現在（江戸川区発表）の世帯数と人口は以下の通りである。
| 丁目         | 世帯数     | 人口     |
| ------------ | ---------- | -------- |
| 中葛西一丁目 | 3,354世帯  | 6,211人  |
| 中葛西二丁目 | 2,031世帯  | 3,525人  |
| 中葛西三丁目 | 4,013世帯  | 5,819人  |
| 中葛西四丁目 | 1,998世帯  | 3,407人  |
| 中葛西五丁目 | 4,086世帯  | 7,349人  |
| 中葛西六丁目 | 2,138世帯  | 3,579人  |
| 中葛西七丁目 | 2,906世帯  | 5,229人  |
| 中葛西八丁目 | 2,087世帯  | 3,339人  |
| 計           | 22,613世帯 | 38,458人 |

### 人口の変遷
国勢調査による人口の推移。
| 年                 | 人口   |
| ------------------ | ------ |
| 1995年（平成7年）  | 30,277 |
| 2000年（平成12年） | 33,004 |
| 2005年（平成17年） | 36,209 |
| 2010年（平成22年） | 38,868 |
| 2015年（平成27年） | 39,011 |
| 2020年（令和2年）  | 40,195 |

### 世帯数の変遷
国勢調査による世帯数の推移。
| 年                 | 世帯数 |
| ------------------ | ------ |
| 1995年（平成7年）  | 14,569 |
| 2000年（平成12年） | 16,791 |
| 2005年（平成17年） | 19,278 |
| 2010年（平成22年） | 20,822 |
| 2015年（平成27年） | 20,991 |
| 2020年（令和2年）  | 22,630 |

## 学区
区立小・中学校に通う場合、学区は以下の通りとなる(2023年4月時点)。なお、江戸川区では学校選択制度を導入しており、区内全域から選択することが可能。。
| 丁目         | 番地            | 小学校                   | 中学校                   |
| ------------ | --------------- | ------------------------ | ------------------------ |
| 中葛西一丁目 | 全域            | 江戸川区立葛西小学校     | 江戸川区立葛西中学校     |
| 中葛西二丁目 | 全域            | 江戸川区立葛西小学校     | 江戸川区立葛西中学校     |
| 中葛西三丁目 | 全域            | 江戸川区立第六葛西小学校 | 江戸川区立葛西中学校     |
| 中葛西四丁目 | 1〜2番 20番     | 江戸川区立第六葛西小学校 | 江戸川区立葛西第三中学校 |
| 中葛西四丁目 | 3番（旧宇喜田） | 江戸川区立第六葛西小学校 | 江戸川区立葛西第三中学校 |
| 中葛西四丁目 | 3番（旧長島町） | 江戸川区立第六葛西小学校 | 江戸川区立葛西中学校     |
| 中葛西四丁目 | 4〜19番         | 江戸川区立第六葛西小学校 | 江戸川区立葛西中学校     |
| 中葛西五丁目 | 1〜12番         | 江戸川区立第七葛西小学校 | 江戸川区立葛西第三中学校 |
| 中葛西五丁目 | 13〜43番        | 江戸川区立第四葛西小学校 | 江戸川区立葛西第三中学校 |
| 中葛西六丁目 | 11〜21番        | 江戸川区立第四葛西小学校 | 江戸川区立葛西第三中学校 |
| 中葛西六丁目 | 1〜10番         | 江戸川区立第七葛西小学校 | 江戸川区立葛西第三中学校 |
| 中葛西七丁目 | 1〜16番         | 江戸川区立新田小学校     | 江戸川区立葛西第三中学校 |
| 中葛西七丁目 | 17〜31番        | 江戸川区立第四葛西小学校 | 江戸川区立葛西第三中学校 |
| 中葛西八丁目 | 全域            | 江戸川区立第四葛西小学校 | 江戸川区立葛西第三中学校 |

## 事業所
2021年（令和3年）現在の経済センサス調査による事業所数と従業員数は以下の通りである。
| 丁目         | 事業所数    | 従業員数 |
| ------------ | ----------- | -------- |
| 中葛西一丁目 | 139事業所   | 1,690人  |
| 中葛西二丁目 | 108事業所   | 915人    |
| 中葛西三丁目 | 259事業所   | 2,844人  |
| 中葛西四丁目 | 82事業所    | 1,587人  |
| 中葛西五丁目 | 231事業所   | 2,309人  |
| 中葛西六丁目 | 73事業所    | 698人    |
| 中葛西七丁目 | 104事業所   | 748人    |
| 中葛西八丁目 | 79事業所    | 640人    |
| 計           | 1,075事業所 | 11,431人 |

### 事業者数の変遷
経済センサスによる事業所数の推移。
| 年                 | 事業者数 |
| ------------------ | -------- |
| 2016年（平成28年） | 921      |
| 2021年（令和3年）  | 1,075    |

### 従業員数の変遷
経済センサスによる従業員数の推移。
| 年                 | 従業員数 |
| ------------------ | -------- |
| 2016年（平成28年） | 8,392    |
| 2021年（令和3年）  | 11,431   |

## 交通

### 公共交通

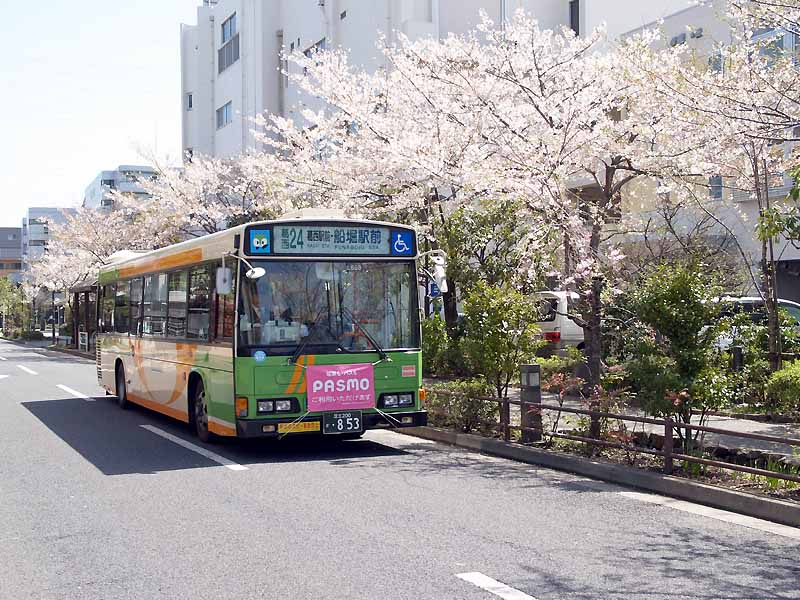
都営バス葛西24系統（中葛西三丁目・葛西区民館付近）

鉄道
- 東京メトロ
  - 東西線：葛西駅

路線バス
- 東京都交通局（都営バス）
中葛西四丁目の都営バス江戸川営業所または臨海町四丁目の都営バス臨海支所が管轄する。
  - 葛西駅を発着または経由する系統
    - 葛西21系統：東葛西九丁目・なぎさニュータウン経由、コーシャハイム南葛西（朝夕のみ一部便が葛西臨海公園駅へ延長運転）
    - 葛西22系統：雷（いかずち）・浦安橋経由、一之江駅行き
    - 葛西22出入系統：富士公園経由、コーシャハイム南葛西行き（本数稀少）
    - 新小22系統：一之江駅・江戸川区役所経由、新小岩駅行き
    - 平23系統：三角・松江経由、平井駅行き
    - 葛西24系統：葛西区民館・宇喜田小学校経由、船堀駅行き/環七通り・堀江団地経由、なぎさニュータウン行き
    - 錦25系統・FL01系統：三角・船堀駅経由、錦糸町駅行き（FL01は土曜・休日のみ）
    - 秋26系統：旧葛西橋・清澄白河駅経由、秋葉原駅行き
    - 臨海28系統：一之江駅行き/葛西臨海公園駅行き/臨海車庫行き
    - 新小29系統：一之江駅・菅原橋経由、新小岩駅北口行き

  - 西葛西駅を発着または経由する系統
    - 亀29系統：旧葛西橋・西大島駅経由、亀戸駅行き/なぎさニュータウン行き
    - 両28系統：旧葛西橋・西大島駅・錦糸町駅経由、両国駅行き/臨海車庫行き

（本数稀少、他に第六葛西小学校発両国駅行きが早朝に1本、夜に亀戸駅・錦糸町駅から第六葛西小学校行きが各1本）
- 京成バス - 全系統葛西駅を発着・経由
  - 小76系統：小岩駅行き
  - 環07系統（環七シャトル）：小岩駅行き/葛西臨海公園駅・東京ディズニーリゾート行き（急行便）
  - 環08系統（環七シャトル）：亀有駅行き/葛西臨海公園駅・東京ディズニーリゾート行き（急行便）
  - （系統番号無し）：東京臨海病院行き
  - 空港リムジンバス：羽田空港行き/成田空港行き
羽田空港行きは東京空港交通との共同運行
  - スカイツリーシャトル：錦糸町駅・東京スカイツリータウン行き
東武バスセントラルとの共同運行

### 道路・橋梁
道路
- 東京都道10号東京浦安線（葛西橋通り）
- 東京都道318号環状七号線（環七通り）
- 放射16号線[注釈 1]

橋梁
- 新川大橋
- 中左近橋

## 施設
行政
- 江戸川区葛西事務所・葛西区民館
- 葛西消防署
- 葛西健康サポートセンター
- 地域活動・相談支援センターかさい
- 江戸川区立障害者支援ハウス
- 新田コミュニティ会館

教育
- 江戸川区立葛西小学校
- 江戸川区立第四葛西小学校
- 江戸川区立葛西中学校
- 江戸川区立葛西第三中学校

公園・スポーツ・レクリエーション
- 東公園
- 長島第一公園・滝野公園
- 葛西親水四季の道

## 史跡
- 香取神社
- 稲荷神社

## その他

### 日本郵便
- 郵便番号 : 134-0083[3]（集配局 : 葛西郵便局[30]）。